# Ekstraklasa w piłce nożnej (2023/2024)/Wyniki spotkań wiosna

## Zestawienie wszystkich rozegranych meczów
Kliknięcie na wynik powoduje przejście do opisu danego spotkania.
| Gospodarz \ Gość      | CRA | GZA | JAG | KOR | LPO | LEG | ŁKS | PIA | POG | PNI | RAD | RAK | RCH | SMI | ŚLĄ | WAR | WID | ZLU |
| --------------------- | --- | --- | --- | --- | --- | --- | --- | --- | --- | --- | --- | --- | --- | --- | --- | --- | --- | --- |
| Cracovia              |     | 5–0 | 2–4 | 0–0 | 1–1 | 2–0 | 2–2 | 1–1 | 1–5 | 0–1 | 6–0 | 2–0 | 4–4 | 2–2 | 0–1 | 0–1 | 2–2 | 2–1 |
| Górnik Zabrze         | 1–0 |     | 2–1 | 3–1 | 0–0 | 1–3 | 4–1 | 0–0 | 1–0 | 1–1 | 0–2 | 2–1 | 1–0 | 1–1 | 2–0 | 3–0 | 1–1 | 0–2 |
| Jagiellonia Białystok | 1–3 | 4–1 |     | 3–0 | 1–2 | 2–0 | 6–0 | 0–0 | 2–2 | 4–1 | 3–2 | 4–2 | 1–1 | 4–0 | 3–1 | 3–0 | 2–1 | 3–0 |
| Korona Kielce         | 1–1 | 0–1 | 2–2 |     | 0–1 | 3–3 | 2–1 | 1–1 | 2–2 | 5–3 | 4–0 | 0–2 | 2–0 | 1–0 | 1–1 | 1–1 | 1–1 | 2–0 |
| Lech Poznań           | 0–0 | 1–1 | 3–3 | 1–2 |     | 1–2 | 3–1 | 0–1 | 1–0 | 4–1 | 2–0 | 4–1 | 2–0 | 2–1 | 0–0 | 2–0 | 1–3 | 2–0 |
| Legia Warszawa        | 2–0 | 2–1 | 1–1 | 1–0 | 0–0 |     | 3–0 | 3–1 | 1–1 | 1–1 | 0–3 | 1–2 | 3–0 | 1–3 | 0–0 | 2–2 | 3–1 | 2–1 |
| ŁKS Łódź              | 0–2 | 0–5 | 2–2 | 2–1 | 2–3 | 1–1 |     | 3–3 | 1–0 | 3–2 | 3–2 | 1–1 | 1–1 | 3–2 | 1–2 | 0–2 | 0–2 | 0–2 |
| Piast Gliwice         | 0–0 | 1–3 | 1–1 | 0–0 | 1–2 | 1–1 | 4–0 |     | 0–0 | 1–0 | 2–3 | 2–1 | 0–0 | 3–0 | 2–2 | 2–0 | 3–2 | 2–0 |
| Pogoń Szczecin        | 3–1 | 1–0 | 2–1 | 3–1 | 5–0 | 3–4 | 4–2 | 0–2 |     | 1–0 | 0–2 | 1–1 | 5–0 | 2–3 | 0–2 | 3–3 | 2–1 | 0–2 |
| Puszcza Niepołomice   | 1–1 | 2–1 | 3–3 | 1–1 | 2–1 | 1–1 | 2–1 | 1–0 | 0–2 |     | 1–1 | 1–1 | 2–2 | 1–0 | 1–3 | 1–0 | 1–0 | 2–2 |
| Radomiak Radom        | 0–1 | 1–1 | 0–2 | 1–1 | 2–2 | 0–1 | 3–0 | 1–1 | 0–4 | 1–1 |     | 2–1 | 0–2 | 2–1 | 0–1 | 3–2 | 1–3 | 3–4 |
| Raków Częstochowa     | 1–1 | 0–1 | 3–0 | 1–0 | 4–0 | 1–1 | 1–0 | 3–1 | 2–1 | 2–0 | 3–0 |     | 1–1 | 2–0 | 1–2 | 2–2 | 1–1 | 5–0 |
| Ruch Chorzów          | 2–0 | 1–2 | 0–1 | 1–1 | 2–1 | 0–1 | 2–0 | 3–0 | 0–3 | 0–0 | 0–0 | 3–5 |     | 1–1 | 2–2 | 0–0 | 2–3 | 2–2 |
| Stal Mielec           | 2–2 | 2–1 | 3–2 | 2–3 | 0–0 | 1–3 | 1–0 | 0–0 | 0–0 | 2–1 | 2–0 | 0–0 | 3–1 |     | 3–1 | 0–1 | 0–0 | 4–2 |
| Śląsk Wrocław         | 4–0 | 1–1 | 2–1 | 0–0 | 3–1 | 4–0 | 2–1 | 1–0 | 0–1 | 0–0 | 2–0 | 1–1 | 2–3 | 0–1 |     | 2–1 | 2–1 | 1–2 |
| Warta Poznań          | 0–0 | 2–0 | 1–2 | 1–0 | 0–2 | 0–1 | 0–1 | 1–1 | 0–1 | 0–2 | 0–0 | 2–1 | 2–2 | 5–2 | 0–1 |     | 2–1 | 1–1 |
| Widzew Łódź           | 2–0 | 3–1 | 1–3 | 3–1 | 1–1 | 1–0 | 1–0 | 1–0 | 1–2 | 3–2 | 0–3 | 0–1 | 2–1 | 1–0 | 0–2 | 0–1 |     | 1–3 |
| Zagłębie Lubin        | 1–1 | 1–2 | 1–2 | 1–0 | 1–1 | 0–3 | 2–1 | 1–1 | 1–0 | 1–0 | 2–3 | 2–0 | 2–1 | 0–0 | 1–2 | 1–0 | 1–1 |     |

## Wiosna (9 lutego – 26 maja)
Źródło :

### 20. kolejka (9 – 12 lutego)
| 19 lutego 2024 | Stal Mielec                | 2:1   | Puszcza Niepołomice        | |
| 18:00          | Szkurin 83' · Wlazło 90+3' | (0:1) | 23' Cholewiak              | Stadion Miejskiego Ośrodka Sportu i Rekreacji w Mielcu, Mielec Widzów: 3915 Sędzia: Jarosław Przybył (Kluczbork) |
| 18:00          | Pingot 66' · Wlazło 90+4'  | (0:1) | 73' Zych · 90+2' Mroziński | Stadion Miejskiego Ośrodka Sportu i Rekreacji w Mielcu, Mielec Widzów: 3915 Sędzia: Jarosław Przybył (Kluczbork) |

| 29 lutego 2024 | Ruch Chorzów | 0:1   | Legia Warszawa |                                                                             |
| 20:30          |              | (0:0) | 56' Gual       | Stadion Śląski, Chorzów Widzów: 37 223 Sędzia: Damian Sylwestrzak (Wrocław) |
| 20:30          | Feliks 28'   | (0:0) | 1' Augustyniak | Stadion Śląski, Chorzów Widzów: 37 223 Sędzia: Damian Sylwestrzak (Wrocław) |

| 310 lutego 2024 | Cracovia                                                                                | 6:0   | Radomiak Radom                                |                                                                                             |
| 15:00           | Jaroszyński 8', 90+1' · Källman 18' · Abramowicz 32' (sam.) · Makuch 62' · Atanasow 65' | (3:0) |                                               | Stadion Cracovii im. Józefa Piłsudskiego, Kraków Widzów: 8450 Sędzia: Karol Arys (Szczecin) |
| 15:00           | Ghiță 34' · Skovgaard 80' · Atanasow 84'                                                | (3:0) | 2' Rocha · 57' Donis · 86' Luizão · 86' Kaput | Stadion Cracovii im. Józefa Piłsudskiego, Kraków Widzów: 8450 Sędzia: Karol Arys (Szczecin) |

| 410 lutego 2024 | Piast Gliwice           | 1:3   | Górnik Zabrze                    |                                                                      |
| 17:30           | Félix 83'               | (0:1) | 15', 60' Kaprálik · 65' Podolski | Stadion Miejski, Gliwice Widzów: 8035 Sędzia: Tomasz Musiał (Kraków) |
| 17:30           | Pyrka 54' · Dziczek 84' | (0:1) | 84' Rasak                        | Stadion Miejski, Gliwice Widzów: 8035 Sędzia: Tomasz Musiał (Kraków) |

| 510 lutego 2024 | Lech Poznań                                                  | 2:0   | Zagłębie Lubin               |                                                                            |
| 20:00           | Szymczak 3' · Murawski 72'                                   | (1:0) |                              | Stadion Poznań, Poznań Widzów: 18 256 Sędzia: Daniel Stefański (Bydgoszcz) |
| 20:00           | Marchwiński 37' · Salamon 46' · Szymczak 63' · Andersson 86' | (1:0) | 52' Poletanović · 71' Kopacz | Stadion Poznań, Poznań Widzów: 18 256 Sędzia: Daniel Stefański (Bydgoszcz) |

| 611 lutego 2024 | Warta Poznań                                                               | 2:1   | Raków Częstochowa            | |
| 12:30           | Szmyt 3' · Savić 20'                                                       | (2:1) | 45+5' (k) Nowak              | Stadion Dyskobolii Grodzisk Wielkopolski, Grodzisk Wielkopolski Widzów: 2016 Sędzia: Bartosz Frankowski (Toruń) |
| 12:30           | Luís 40' · Vizinger 45+3' · Mezghrani 51' · Żurawski 57' · Stawropulos 90' | (2:1) | 35' Berggren · 90+4' Arsenić | Stadion Dyskobolii Grodzisk Wielkopolski, Grodzisk Wielkopolski Widzów: 2016 Sędzia: Bartosz Frankowski (Toruń) |

| 711 lutego 2024 | Widzew Łódź   | 1:3   | Jagiellonia Białystok              |                                                                       |
| 15:00           | Pawłowski 11' | (1:2) | 9' Pululu · 33' Marczuk · 50' Imaz | Stadion Widzewa Łódź, Łódź Widzów: 17 658 Sędzia: Piotr Lasyk (Bytom) |
| 15:00           | Zieliński 16' | (1:2) | 22' Sáček · 90+3' Lewicki          | Stadion Widzewa Łódź, Łódź Widzów: 17 658 Sędzia: Piotr Lasyk (Bytom) |

| 811 lutego 2024 | Śląsk Wrocław             | 0:1   | Pogoń Szczecin                             |                                                                           |
| 17:30           |                           | (0:0) | 72' Ulvestad                               | Tarczyński Arena, Wrocław Widzów: 22 232 Sędzia: Szymon Marciniak (Płock) |
| 17:30           | Olsen 50' · Schwarz 90+2' | (0:0) | 27' Gamboa · 78' Wahlqvist · 90+2' Kurzawa | Tarczyński Arena, Wrocław Widzów: 22 232 Sędzia: Szymon Marciniak (Płock) |

| 912 lutego 2024 | Korona Kielce                  | 2:1   | ŁKS Łódź                                                           |                                                                       |
| 19:00           | Hofmayster 36' · Trejo 90+4'   | (1:1) | 45+6' Balić                                                        | Suzuki Arena, Kielce Widzów: 9880 Sędzia: Paweł Raczkowski (Warszawa) |
| 19:00           | Godinho 52' · Hofmayster 90+7' | (1:1) | 15' Szeliga · 26' Tejan · 34' Jędrzej Zając · 62' Jakub Letniowski | Suzuki Arena, Kielce Widzów: 9880 Sędzia: Paweł Raczkowski (Warszawa) |

### 21. kolejka (16 – 19 lutego)
| 116 lutego 2024 | Radomiak Radom            | 0:4   | Pogoń Szczecin                                              |                                                                            |
| 18:00           |                           | (0:3) | 27', 43' Ulvestad · 35' (k) Grosicki · 90+1' Patryk Paryzek | Stadion im. Braci Czachorów, Radom Widzów: 7128 Sędzia: Paweł Malec (Łódź) |
| 18:00           | Kobylak 31' · Leândro 66' | (0:3) | 3' Ulvestad · 45+1' Biczachczian                            | Stadion im. Braci Czachorów, Radom Widzów: 7128 Sędzia: Paweł Malec (Łódź) |

| 216 lutego 2024 | Śląsk Wrocław | 0:1   | Stal Mielec            |                                                                         |
| 20:30           |               | (0:1) | 45' Szkuryn            | Tarczyński Arena, Wrocław Widzów: 12 646 Sędzia: Tomasz Musiał (Kraków) |
| 20:30           | Klimala 86'   | (0:1) | 8' Matras · 30' Santos | Tarczyński Arena, Wrocław Widzów: 12 646 Sędzia: Tomasz Musiał (Kraków) |

| 317 lutego 2024 | Ruch Chorzów              | 0:0   | Warta Poznań |                                                                              |
| 15:00           |                           | (0:0) |              | Stadion Śląski, Chorzów Widzów: 13 428 Sędzia: Marcin Szczerbowicz (Olsztyn) |
| 15:00           | 56' Přikryl · 90+6' Eppel | (0:0) |              | Stadion Śląski, Chorzów Widzów: 13 428 Sędzia: Marcin Szczerbowicz (Olsztyn) |

| 417 lutego 2024 | Jagiellonia Białystok | 1:2   | Lech Poznań                        |                                                                                |
| 17:30           | Hansen 82'            | (0:2) | 18' Marchwiński · 30' (k) Szymczak | Stadion Miejski, Białystok Widzów: 17 141 Sędzia: Damian Sylwestrzak (Wrocław) |
| 17:30           | Diéguez 67'           | (0:2) | 14' Velde · 90+7' Pereira          | Stadion Miejski, Białystok Widzów: 17 141 Sędzia: Damian Sylwestrzak (Wrocław) |

| 517 lutego 2024 | Raków Częstochowa                                         | 3:1   | Piast Gliwice                                                       | |
| 20:00           | Crnac 79' · Zwoliński 90+11' (k) · Cebula 90+14'          | (0:0) | 56' (k) Dziczek                                                     | Miejski Stadion Piłkarski Raków w Częstochowie, Częstochowa Widzów: 5346 Sędzia: Jarosław Przybył (Kluczbork) |
| 20:00           | Tudor 31' · Otieno 54' · Plavšić 90+4' · Racovițan 90+10' | (0:0) | 12' Wilczek · 18' Huk · 51' Kądzior · 84' Piasecki · 90+10' Dziczek | Miejski Stadion Piłkarski Raków w Częstochowie, Częstochowa Widzów: 5346 Sędzia: Jarosław Przybył (Kluczbork) |

| 618 lutego 2024 | Zagłębie Lubin                                         | 1:1   | Cracovia                     |                                                                           |
| 12:30           | Chodyna 45+1'                                          | (1:0) | 73' (k) Atanasow             | Stadion Zagłębia Lubin, Lubin Widzów: 4713 Sędzia: Damian Kos (Wejherowo) |
| 12:30           | Kurminowski 36' · Grzybek 63' · Nalepa 71' · Burić 74' | (1:0) | 45' Jaroszyński · 78' Oshima | Stadion Zagłębia Lubin, Lubin Widzów: 4713 Sędzia: Damian Kos (Wejherowo) |

| 718 lutego 2024 | Legia Warszawa                          | 1:1   | Puszcza Niepołomice                        | |
| 15:00           | Rosołek 86'                             | (0:1) | 42' Koj                                    | Stadion Miejski Legii Warszawa im. Marszałka Józefa Piłsudskiego, Warszawa Widzów: 21 341 Sędzia: Wojciech Myć (Lublin) |
| 15:00           | Burch 38' · Josué 76' · Jędrzejczyk 77' | (0:1) | 29' Mroziński · 75' Zapolnik · 76' Bartosz | Stadion Miejski Legii Warszawa im. Marszałka Józefa Piłsudskiego, Warszawa Widzów: 21 341 Sędzia: Wojciech Myć (Lublin) |

| 818 lutego 2024 | ŁKS Łódź    | 0:2   | Widzew Łódź                                        |                                                                               |
| 17:30           |             | (0:0) | 54' Sánchez · 90+2' Nunes                          | Stadion Miejski w Łodzi, Łódź Widzów: 14 893 Sędzia: Szymon Marciniak (Płock) |
| 17:30           | Louveau 59' | (0:0) | 29' Álvarez · 57' Cigaņiks · 90+12' Kamil Cybulski | Stadion Miejski w Łodzi, Łódź Widzów: 14 893 Sędzia: Szymon Marciniak (Płock) |

| 919 lutego 2024 | Górnik Zabrze                                  | 3:1   | Korona Kielce |                                                                                        |
| 19:00           | Zator 35' (sam.) · Musiolik 39' · Kaprálik 76' | (2:0) | 68' Szykauka  | Stadion im. Ernesta Pohla, Zabrze Widzów: 11 506 Sędzia: Tomasz Kwiatkowski (Warszawa) |
| 19:00           | Sekulić 47' · Kaprálik 78'                     | (2:0) |               | Stadion im. Ernesta Pohla, Zabrze Widzów: 11 506 Sędzia: Tomasz Kwiatkowski (Warszawa) |

### 22. kolejka (23 – 26 lutego)
| 123 lutego 2024 | Piast Gliwice | 0:0   | Cracovia  |                                                                     |
| 18:00           |               | (0:0) |           | Stadion Miejski, Gliwice Widzów: 4413 Sędzia: Karol Arys (Szczecin) |
| 18:00           | Ameyaw 21'    | (0:0) | 60' Bitri | Stadion Miejski, Gliwice Widzów: 4413 Sędzia: Karol Arys (Szczecin) |

| 223 lutego 2024 | Pogoń Szczecin                               | 4:2   | ŁKS Łódź                            |                                                                                               |
| 20:30           | Kurzawa 13' · Gorgon 63', 70' · Grosicki 82' | (1:0) | 47' Ramírez · 85' Antoni Młynarczyk | Stadion Miejski im. Floriana Krygiera, Szczecin Widzów: 17 534 Sędzia: Tomasz Musiał (Kraków) |
| 20:30           | Koútris 59' · Patryk Paryzek 90'             | (1:0) | 73' Tejan · 86' Hoti                | Stadion Miejski im. Floriana Krygiera, Szczecin Widzów: 17 534 Sędzia: Tomasz Musiał (Kraków) |

| 324 lutego 2024 | Jagiellonia Białystok      | 1:1   | Ruch Chorzów                |                                                                              |
| 15:00           | Imaz 90+7'                 | (0:1) | 41' Szczepan                | Stadion Miejski, Białystok Widzów: 11 098 Sędzia: Bartosz Frankowski (Toruń) |
| 15:00           | Caliskaner 85' · Sáček 89' | (0:1) | 73' Długosz · 74' Stępiński | Stadion Miejski, Białystok Widzów: 11 098 Sędzia: Bartosz Frankowski (Toruń) |

| 424 lutego 2024 | Lech Poznań                                | 0:0   | Śląsk Wrocław |                                                                   |
| 17:30           |                                            | (0:0) |               | Stadion Poznań, Poznań Widzów: 32 568 Sędzia: Piotr Lasyk (Bytom) |
| 17:30           | 48' Pokorný · 86' Schwarz · 90+2' Szwedzik | (0:0) |               | Stadion Poznań, Poznań Widzów: 32 568 Sędzia: Piotr Lasyk (Bytom) |

| 524 lutego 2024 | Stal Mielec              | 0:0   | Raków Częstochowa        | |
| 20:00           |                          | (0:0) |                          | Stadion Miejskiego Ośrodka Sportu i Rekreacji w Mielcu, Mielec Widzów: 6240 Sędzia: Paweł Raczkowski (Warszawa) |
| 20:00           | Pingot 16' · Hinokio 41' | (0:0) | 20' Baráth · 38' Swarnas | Stadion Miejskiego Ośrodka Sportu i Rekreacji w Mielcu, Mielec Widzów: 6240 Sędzia: Paweł Raczkowski (Warszawa) |

| 625 lutego 2024 | Puszcza Niepołomice      | 2:2   | Zagłębie Lubin                  |                                                                                                   |
| 12:30           | Yakuba 8' · Zapolnik 63' | (1:2) | 31' Ławniczak · 40' Kurminowski | Stadion Cracovii im. Józefa Piłsudskiego, Kraków Widzów: 1304 Sędzia: Krzysztof Jakubik (Siedlce) |
| 12:30           | Serafin 87'              | (1:2) |                                 | Stadion Cracovii im. Józefa Piłsudskiego, Kraków Widzów: 1304 Sędzia: Krzysztof Jakubik (Siedlce) |

| 725 lutego 2024 | Widzew Łódź                                          | 3:1   | Górnik Zabrze    |                                                                                |
| 15:00           | Antoni Klimek 30' · Juan Ibiza 34' · Diliberto 90+4' | (2:0) | 51' Janicki      | Stadion Widzewa Łódź, Łódź Widzów: 17 367 Sędzia: Daniel Stefański (Bydgoszcz) |
| 15:00           | Zieliński 24'                                        | (2:0) | 56', 86' Janicki | Stadion Widzewa Łódź, Łódź Widzów: 17 367 Sędzia: Daniel Stefański (Bydgoszcz) |

| 825 lutego 2024 | Korona Kielce                                  | 3:3   | Legia Warszawa                          |                                                                      |
| 17:30           | Remacle 45' · Shikavka 69' · Dalmau 90+2'      | (1:2) | 6', 30' Kramer · 60' Gual               | Suzuki Arena, Kielce Widzów: 14 141 Sędzia: Szymon Marciniak (Płock) |
| 17:30           | Hofmeister 3' · Remacle 84' · Fornalczyk 90+6' | (1:2) | 9' Jędrzejczyk · 55' Kun · 90+4' Pankov | Suzuki Arena, Kielce Widzów: 14 141 Sędzia: Szymon Marciniak (Płock) |

| 926 lutego 2024 | Warta Poznań   | 0:0   | Radomiak Radom | |
| 19:00           |                | (0:0) |                | Stadion Dyskobolii Grodzisk Wielkopolski, Grodzisk Wielkopolski Widzów: 1154 Sędzia: Patryk Gryckiewicz (Toruń) |
| 19:00           | Vizinger 90+2' | (0:0) | 15' Machado    | Stadion Dyskobolii Grodzisk Wielkopolski, Grodzisk Wielkopolski Widzów: 1154 Sędzia: Patryk Gryckiewicz (Toruń) |

### 23. kolejka (1 – 4 marca)
| 11 marca 2024 | Cracovia                       | 0:1   | Warta Poznań | |
| 18:00         |                                | (0:0) | 79' Přikryl  | Stadion Cracovii im. Józefa Piłsudskiego, Kraków Widzów: 7601 Sędzia: Marcin Szczerbowicz (Olsztyn) |
| 18:00         | Atanasow 32' · Jaroszyński 86' | (0:0) |              | Stadion Cracovii im. Józefa Piłsudskiego, Kraków Widzów: 7601 Sędzia: Marcin Szczerbowicz (Olsztyn) |

| 21 marca 2024 | Ruch Chorzów                                     | 3:0   | Piast Gliwice |                                                                            |
| 20:30         | Dadok 34' · Szczepan 56' (k) · Patryk Sikora 66' | (1:0) |               | Stadion Śląski, Chorzów Widzów: 15 169 Sędzia: Paweł Raczkowski (Warszawa) |
| 20:30         | Dadok 83'                                        | (1:0) | 48' Holúbek   | Stadion Śląski, Chorzów Widzów: 15 169 Sędzia: Paweł Raczkowski (Warszawa) |

| 32 marca 2024 | Górnik Zabrze          | 2:1   | Jagiellonia Białystok                                                      |                                                                                        |
| 15:00         | Rasak 24' · Ennali 68' | (1:0) | 70' Caliskaner                                                             | Stadion im. Ernesta Pohla, Zabrze Widzów: 14 921 Sędzia: Tomasz Kwiatkowski (Warszawa) |
| 15:00         | Pacheco 23'            | (1:0) | 23' Diéguez · 45+1' Stojinović · 58' Nené · 85' Skrzypczak · 86' Romanczuk | Stadion im. Ernesta Pohla, Zabrze Widzów: 14 921 Sędzia: Tomasz Kwiatkowski (Warszawa) |

| 42 marca 2024 | Śląsk Wrocław                   | 2:1   | Widzew Łódź                                                                                    |                                                                             |
| 17:30         | Nahuel 53' (k), 78'             | (0:0) | 90+3' Rondić                                                                                   | Tarczyński Arena, Wrocław Widzów: 24 117 Sędzia: Bartosz Frankowski (Toruń) |
| 17:30         | Mustafić 3' · Jehor Macenko 78' | (0:0) | 41' Terpiłowski · 43' Pawłowski · 51' Gikiewicz · 56' Kun · 84' Sánchez · 85' Nunes · 88' Żyro | Tarczyński Arena, Wrocław Widzów: 24 117 Sędzia: Bartosz Frankowski (Toruń) |

| 52 marca 2024 | Legia Warszawa            | 1:1   | Pogoń Szczecin                | |
| 20:00         | Wszołek 49'               | (0:0) | 60' Koulouris                 | Stadion Miejski Legii Warszawa im. Marszałka Józefa Piłsudskiego, Warszawa Widzów: 25 126 Sędzia: Piotr Lasyk (Bytom) |
| 20:00         | Josué 74' · Pekhart 90+4' | (0:0) | 59' Wahlqvist · 90+2' Koutris | Stadion Miejski Legii Warszawa im. Marszałka Józefa Piłsudskiego, Warszawa Widzów: 25 126 Sędzia: Piotr Lasyk (Bytom) |

| 63 marca 2024 | ŁKS Łódź                                                       | 3:2   | Puszcza Niepołomice     |                                                                          |
| 12:30         | Ramírez 38' (k) · Balić 58', 76'                               | (1:1) | 29', 90+1' (k) Zapolnik | Stadion Miejski w Łodzi, Łódź Widzów: 6508 Sędzia: Karol Arys (Szczecin) |
| 12:30         | Jakub Letniowski 11' · Gülen 45+2' · Louveau 83' · Tejan 90+6' | (1:1) | 80' Jakuba              | Stadion Miejski w Łodzi, Łódź Widzów: 6508 Sędzia: Karol Arys (Szczecin) |

| 73 marca 2024 | Zagłębie Lubin                 | 1:0   | Korona Kielce                                                 |                                                                                 |
| 15:00         | Kurminowski 17'                | (1:0) |                                                               | Stadion Zagłębia Lubin, Lubin Widzów: 4684 Sędzia: Daniel Stefański (Bydgoszcz) |
| 15:00         | Kopacz 74', 89' · Nalepa 90+7' | (1:0) | 40' Błanik · 40' Trejo · 60' Godinho · 84' Miłosz Strzeboński | Stadion Zagłębia Lubin, Lubin Widzów: 4684 Sędzia: Daniel Stefański (Bydgoszcz) |

| 83 marca 2024 | Raków Częstochowa                                 | 4:0   | Lech Poznań                 | |
| 17:30         | Nowak 14' · Berggren 25', 36' · Mrozek 69' (sam.) | (3:0) |                             | Miejski Stadion Piłkarski Raków w Częstochowie, Częstochowa Widzów: 5500 Sędzia: Szymon Marciniak (Płock) |
| 17:30         | Svarnas 8' · Drachal 21' · Crnac 29'              | (3:0) | 5' Gurgul · 40' Marchwiński | Miejski Stadion Piłkarski Raków w Częstochowie, Częstochowa Widzów: 5500 Sędzia: Szymon Marciniak (Płock) |

| 94 marca 2024 | Radomiak Radom           | 2:1   | Stal Mielec                  |                                                                                      |
| 19:00         | Vušković 17' · Rocha 65' | (1:0) | 63' Matras                   | Stadion im. Braci Czachorów, Radom Widzów: 7070 Sędzia: Jarosław Przybył (Kluczbork) |
| 19:00         | Grzesik 31' · Jordão 89' | (1:0) | 33' Guillaumier · 44' Ehmann | Stadion im. Braci Czachorów, Radom Widzów: 7070 Sędzia: Jarosław Przybył (Kluczbork) |

### 24. kolejka (8 – 11 marca)
| 18 marca 2024 | Piast Gliwice                              | 2:3   | Radomiak Radom                               |                                                                     |
| 18:00         | Dziczek 33' (k) · Ameyaw 60'               | (1:1) | 5' Vušković · 57' Rocha · 75' (k) Semedo     | Stadion Miejski, Gliwice Widzów: 3263 Sędzia: Wojciech Myć (Lublin) |
| 18:00         | Ameyaw 18' · Tomasiewicz 80' · Dziczek 87' | (1:1) | 88', 90' Jordão · 90+4' Vagner · 90+7' Rossi | Stadion Miejski, Gliwice Widzów: 3263 Sędzia: Wojciech Myć (Lublin) |

| 28 marca 2024 | Jagiellonia Białystok       | 3:1   | Śląsk Wrocław                                            |                                                                       |
| 20:30         | Marczuk 7', 31' · Sáček 17' | (3:0) | 53' Samiec-Talar                                         | Stadion Miejski, Białystok Widzów: 13 840 Sędzia: Piotr Lasyk (Bytom) |
| 20:30         | Romanczuk 61'               | (3:0) | 20' Pokorný · 40' Konczkowski · 75' Olsen · 90' Mustafić | Stadion Miejski, Białystok Widzów: 13 840 Sędzia: Piotr Lasyk (Bytom) |

| 39 marca 2024 | Korona Kielce                  | 1:1   | Cracovia     |                                                                           |
| 15:00         | Trojak 71'                     | (0:1) | 37' Ólafsson | Suzuki Arena, Kielce Widzów: 11 230 Sędzia: Tomasz Kwiatkowski (Warszawa) |
| 15:00         | 33' Sokołowski · 51' Skovgaard | (0:1) |              | Suzuki Arena, Kielce Widzów: 11 230 Sędzia: Tomasz Kwiatkowski (Warszawa) |

| 49 marca 2024 | Puszcza Niepołomice | 1:1   | Raków Częstochowa  | |
| 17:30         | Sołowiej 90+2' (k)  | (0:1) | 26' (sam.) Crăciun | Stadion Cracovii im. Józefa Piłsudskiego, Kraków Widzów: 2264 Sędzia: Damian Sylwestrzak (Wrocław) |
| 17:30         | Revenco 21'         | (0:1) | 31', 49' Tudor     | Stadion Cracovii im. Józefa Piłsudskiego, Kraków Widzów: 2264 Sędzia: Damian Sylwestrzak (Wrocław) |

| 59 marca 2024 | Górnik Zabrze | 0:0   | Lech Poznań |                                                                                 |
| 20:00         |               | (0:0) |             | Stadion im. Ernesta Pohla, Zabrze Widzów: 21 474 Sędzia: Tomasz Musiał (Kraków) |
| 20:00         | Ennali 68'    | (0:0) |             | Stadion im. Ernesta Pohla, Zabrze Widzów: 21 474 Sędzia: Tomasz Musiał (Kraków) |

| 610 marca 2024 | Stal Mielec                        | 3:1   | Ruch Chorzów        | |
| 12:30          | Szkuryn 11' · Guillaumier 29', 58' | (2:0) | 64' Josema          | Stadion Miejskiego Ośrodka Sportu i Rekreacji w Mielcu, Mielec Widzów: 5756 Sędzia: Paweł Malec (Łódź) |
| 12:30          | Matras 47'                         | (2:0) | 61' Przemysław Szur | Stadion Miejskiego Ośrodka Sportu i Rekreacji w Mielcu, Mielec Widzów: 5756 Sędzia: Paweł Malec (Łódź) |

| 710 marca 2024 | Pogoń Szczecin | 0:2   | Zagłębie Lubin                    | |
| 15:00          |                | (0:1) | 21' (k) Chodyna · 86' Kurminowski | Stadion Miejski im. Floriana Krygiera, Szczecin Widzów: 19 543 Sędzia: Krzysztof Jakubik (Siedlce) |
| 15:00          | Malec 19'      | (0:1) | 45+4' Dioudis                     | Stadion Miejski im. Floriana Krygiera, Szczecin Widzów: 19 543 Sędzia: Krzysztof Jakubik (Siedlce) |

| 810 marca 2024 | Widzew Łódź   | 1:0   | Legia Warszawa            |                                                                            |
| 17:30          | Álvarez 90+3' | (0:0) |                           | Stadion Widzewa Łódź, Łódź Widzów: 17 481 Sędzia: Szymon Marciniak (Płock) |
| 17:30          | Kastrati 45'  | (0:0) | 86' Elitim · 90+5' Pankov | Stadion Widzewa Łódź, Łódź Widzów: 17 481 Sędzia: Szymon Marciniak (Płock) |

| 911 marca 2024 | Warta Poznań                                     | 0:1   | ŁKS Łódź               | |
| 19:00          |                                                  | (0:0) | 75' Piotr Janczukowicz | Stadion Dyskobolii Grodzisk Wielkopolski, Grodzisk Wielkopolski Widzów: 2268 Sędzia: Marcin Kochanek (Opole) |
| 19:00          | Bartkowski 35' · Mezghrani 46' · Stawropulos 57' | (0:0) | 83' Durmisi            | Stadion Dyskobolii Grodzisk Wielkopolski, Grodzisk Wielkopolski Widzów: 2268 Sędzia: Marcin Kochanek (Opole) |

### 25. kolejka (15 – 17 marca)
| 115 marca 2024 | Zagłębie Lubin  | 0:0   | Stal Mielec                                                                        |                                                                                  |
| 18:00          |                 | (0:0) |                                                                                    | Stadion Zagłębia Lubin, Lubin Widzów: 4205 Sędzia: Marcin Szczerbowicz (Olsztyn) |
| 18:00          | Poletanović 25' | (0:0) | 8' Guillaumier · 60' Getinger · 64' Wlazło · 69' Krzysztof Wołkowicz · 87' Shkurin | Stadion Zagłębia Lubin, Lubin Widzów: 4205 Sędzia: Marcin Szczerbowicz (Olsztyn) |

| 215 marca 2024 | Lech Poznań                                  | 2:0   | Warta Poznań |                                                                           |
| 20:30          | Velde 52', 80'                               | (0:0) |              | Stadion Poznań, Poznań Widzów: 23 361 Sędzia: Krzysztof Jakubik (Siedlce) |
| 20:30          | Salamon 22' · Gholizadeh 28' · Andersson 89' | (0:0) |              | Stadion Poznań, Poznań Widzów: 23 361 Sędzia: Krzysztof Jakubik (Siedlce) |

| 316 marca 2024 | Cracovia                | 2:2   | Widzew Łódź              | |
| 12:30          | Bitri 10' · Rakoczy 90' | (1:1) | 21' Żyro · 85' Pawłowski | Stadion Cracovii im. Józefa Piłsudskiego, Kraków Widzów: 10 111 Sędzia: Paweł Raczkowski (Warszawa) |
| 12:30          | Skovgaard 29'           | (1:1) |                          | Stadion Cracovii im. Józefa Piłsudskiego, Kraków Widzów: 10 111 Sędzia: Paweł Raczkowski (Warszawa) |

| 416 marca 2024 | Radomiak Radom                                                  | 0:2   | Jagiellonia Białystok                   |                                                                                      |
| 15:00          |                                                                 | (0:1) | 15' Skrzypczak · 73' Caliskaner         | Stadion im. Braci Czachorów, Radom Widzów: 8553 Sędzia: Daniel Stefański (Bydgoszcz) |
| 15:00          | Donis 28' · Jakubik 31' · Luizão 56' · Rocha 70' · Vušković 89' | (0:1) | 66' Romanczuk · 68' Sáček · 85' Marczuk | Stadion im. Braci Czachorów, Radom Widzów: 8553 Sędzia: Daniel Stefański (Bydgoszcz) |

| 516 marca 2024 | Ruch Chorzów                                   | 1:2   | Górnik Zabrze               |                                                                         |
| 15:00          | Novothny 86'                                   | (0:1) | 45+4' Kaprálik · 81' Kōzuki | Stadion Śląski, Chorzów Widzów: 38 106 Sędzia: Szymon Marciniak (Płock) |
| 15:00          | 45+2' Janicki · 65' Szcześniak · 90+3' Bielica | (0:1) |                             | Stadion Śląski, Chorzów Widzów: 38 106 Sędzia: Szymon Marciniak (Płock) |

| 616 marca 2024 | Śląsk Wrocław                   | 0:0   | Puszcza Niepołomice                                            |                                                                        |
| 20:00          |                                 | (0:0) |                                                                | Tarczyński Arena, Wrocław Widzów: 14 811 Sędzia: Karol Arys (Szczecin) |
| 20:00          | Petrov 52' · Patryk Janasik 68' | (0:0) | 11' Hajda · 23' Zapolnik · 87' Craciun · 90+1' Hubert Tomalski | Tarczyński Arena, Wrocław Widzów: 14 811 Sędzia: Karol Arys (Szczecin) |

| 717 marca 2024 | Korona Kielce                           | 2:2   | Pogoń Szczecin                |                                                                 |
| 12:30          | Nono 22' · Błanik 42'                   | (2:0) | 54' (k) Grosicki · 67' Gorgon | Suzuki Arena, Kielce Widzów: 10 417 Sędzia: Piotr Lasyk (Bytom) |
| 12:30          | Hofmeister 14' · Nono 38' · Remacle 69' | (2:0) | 56' Gorgon · 76' Wahlqvist    | Suzuki Arena, Kielce Widzów: 10 417 Sędzia: Piotr Lasyk (Bytom) |

| 817 marca 2024 | ŁKS Łódź                                                    | 1:1   | Raków Częstochowa                   |                                                                               |
| 15:00          | Ramírez 69' (k)                                             | (0:0) | 90+7' Papanikolau                   | Stadion Miejski w Łodzi, Łódź Widzów: 9328 Sędzia: Bartosz Frankowski (Toruń) |
| 15:00          | Balić 42' · Bobek 74' · Antoni Młynarczyk 83' · Tejan 90+4' | (0:0) | 90+1' Koczerhin · 90+1' Papanikolau | Stadion Miejski w Łodzi, Łódź Widzów: 9328 Sędzia: Bartosz Frankowski (Toruń) |

| 917 marca 2024 | Legia Warszawa                                     | 3:1   | Piast Gliwice         | |
| 17:30          | Josué 17' · Gual 41', 47'                          | (2:1) | 33' Piasecki          | Stadion Miejski Legii Warszawa im. Marszałka Józefa Piłsudskiego, Warszawa Widzów: 21 853 Sędzia: Tomasz Musiał (Kraków) |
| 17:30          | Elitim 24' · Ribeiro 60' · Wszołek 64' · Josué 74' | (2:1) | 16' Muñoz · 74' Pyrka | Stadion Miejski Legii Warszawa im. Marszałka Józefa Piłsudskiego, Warszawa Widzów: 21 853 Sędzia: Tomasz Musiał (Kraków) |

### 26. kolejka (30 marca, 1-2 kwietnia)
| 130 marca 2024 | Raków Częstochowa                                         | 1:1   | Ruch Chorzów | |
| 12:30          | Crnac 14'                                                 | (1:0) | 90+5' Moneta | Miejski Stadion Piłkarski Raków w Częstochowie, Częstochowa Widzów: 5500 Sędzia: Damian Sylwestrzak (Wrocław) |
| 12:30          | 82' Bartolewski · 90' Szymon Szymański · 90+4' Letniowski | (1:0) |              | Miejski Stadion Piłkarski Raków w Częstochowie, Częstochowa Widzów: 5500 Sędzia: Damian Sylwestrzak (Wrocław) |

| 230 marca 2024 | Jagiellonia Białystok                                                  | 6:0   | ŁKS Łódź                   |                                                                         |
| 15:00          | Nené 12', 83' · Marczuk 41' · Imaz 64' · Pululu 70' (k.) · Kubicki 77' | (2:0) |                            | Stadion Miejski, Białystok Widzów: 15 007 Sędzia: Wojciech Myć (Lublin) |
| 15:00          | Kubicki 90'                                                            | (2:0) | 33' Louveau · 63' Głowacki | Stadion Miejski, Białystok Widzów: 15 007 Sędzia: Wojciech Myć (Lublin) |

| 330 marca 2024 | Piast Gliwice                             | 2:2   | Śląsk Wrocław                   |                                                           |
| 17:30          | Félix 54' · Dziczek 86'                   | (0:0) | 62' (k.) Expósito · 68' Schwarz | Stadion Miejski, Gliwice Sędzia: Szymon Marciniak (Płock) |
| 17:30          | Kostadinow 37' · Muñoz 61' · Piasecki 78' | (0:0) | 76' Schwarz · 90+6' Petrov      | Stadion Miejski, Gliwice Sędzia: Szymon Marciniak (Płock) |

| 430 marca 2024 | Pogoń Szczecin                                    | 3:1   | Cracovia   |                                                                                           |
| 20:00          | Ulvestad 1' · Bitri 15' (sam.) · Biczachczian 87' | (2:1) | 3' Källman | Stadion Miejski im. Floriana Krygiera, Szczecin Widzów: 19 353 Sędzia: Paweł Malec (Łódź) |
| 20:00          | Kurzawa 41' · Kuluris 54' · Przyborek 59'         | (2:1) |            | Stadion Miejski im. Floriana Krygiera, Szczecin Widzów: 19 353 Sędzia: Paweł Malec (Łódź) |

| 51 kwietnia 2024 | Puszcza Niepołomice                                   | 1:1   | Radomiak Radom | |
| 12:30            | Jakuba 4'                                             | (1:0) | 66' Kobylak    | Stadion Cracovii im. Józefa Piłsudskiego, Kraków Widzów: 1822 Sędzia: Tomasz Kwiatkowski (Warszawa) |
| 12:30            | 14' Rossi · 25' Vušković · 47' Wolski · 63' Gonçalves | (1:0) |                | Stadion Cracovii im. Józefa Piłsudskiego, Kraków Widzów: 1822 Sędzia: Tomasz Kwiatkowski (Warszawa) |

| 61 kwietnia 2024 | Stal Mielec                   | 0:0   | Lech Poznań | |
| 15:00            |                               | (0:0) |             | Stadion Miejskiego Ośrodka Sportu i Rekreacji w Mielcu, Mielec Widzów: 6501 Sędzia: Daniel Stefański (Bydgoszcz) |
| 15:00            | Esselink 87' · Gheorghe 90+3' | (0:0) |             | Stadion Miejskiego Ośrodka Sportu i Rekreacji w Mielcu, Mielec Widzów: 6501 Sędzia: Daniel Stefański (Bydgoszcz) |

| 71 kwietnia 2024 | Widzew Łódź                                    | 3:1   | Korona Kielce  |                                                                               |
| 17:30            | Rondić 45+1' · Álvarez 56' · Antoni Klimek 86' | (1:0) | 75' Szykauka   | Stadion Widzewa Łódź, Łódź Widzów: 17 126 Sędzia: Krzysztof Jakubik (Siedlce) |
| 17:30            | Sánchez 78'                                    | (1:0) | 90' Hofmeister | Stadion Widzewa Łódź, Łódź Widzów: 17 126 Sędzia: Krzysztof Jakubik (Siedlce) |

| 81 kwietnia 2024 | Górnik Zabrze  | 1:3   | Legia Warszawa                               |                                                                                       |
| 20:00            | Ennali 61' (k) | (0:1) | 42' Pekhart · 68' Kapustka · 75' Josué       | Stadion im. Ernesta Pohla, Zabrze Widzów: 22 889 Sędzia: Jarosław Przybył (Kluczbork) |
| 20:00            | Ennali 77'     | (0:1) | 53' Augustyniak · 60' Pankov · 90+3' Kapuadi | Stadion im. Ernesta Pohla, Zabrze Widzów: 22 889 Sędzia: Jarosław Przybył (Kluczbork) |

| 92 kwietnia 2024 | Warta Poznań | 1:1   | Zagłębie Lubin  | |
| 19:00            | Kupczak 26'  | (1:0) | 57' Kurminowski | Stadion Dyskobolii Grodzisk Wielkopolski, Grodzisk Wielkopolski Widzów: 1851 Sędzia: Sebastian Krasny (Kraków) |
| 19:00            | 81' Mata     | (1:0) |                 | Stadion Dyskobolii Grodzisk Wielkopolski, Grodzisk Wielkopolski Widzów: 1851 Sędzia: Sebastian Krasny (Kraków) |

### 27. kolejka (5-8 kwietnia)
| 15 kwietnia 2024 | Cracovia                                                                 | 2:2   | ŁKS Łódź                         |                                                                                                 |
| 18:00            | Källman 19' · Kakabadze 77'                                              | (1:0) | 73' (k) Ramírez · 86' Jurić      | Stadion Cracovii im. Józefa Piłsudskiego, Kraków Widzów: 10 019 Sędzia: Marcin Kochanek (Opole) |
| 18:00            | Sokołowski 31' · Skovgaard 46' · Rakoczy 57' · Hoskonen 61' · Hroššo 72' | (1:0) | 8' Hoti · 27' Piotr Janczukowicz | Stadion Cracovii im. Józefa Piłsudskiego, Kraków Widzów: 10 019 Sędzia: Marcin Kochanek (Opole) |

| 25 kwietnia 2024 | Radomiak Radom                                           | 2:1   | Raków Częstochowa |                                                                                      |
| 20:30            | Crnac 25' (sam.) · Jardel 44'                            | (2:0) | 49' Papanikolau   | Stadion im. Braci Czachorów, Radom Widzów: 8564 Sędzia: Jarosław Przybył (Kluczbork) |
| 20:30            | Rossi 45+1' · Abramowicz 70' · Grzesik 77' · Kobylak 86' | (2:0) |                   | Stadion im. Braci Czachorów, Radom Widzów: 8564 Sędzia: Jarosław Przybył (Kluczbork) |

| 36 kwietnia 2024 | Korona Kielce                                                       | 1:0   | Stal Mielec                                                      |                                                                          |
| 15:00            | Kwiecień 43'                                                        | (1:0) |                                                                  | Suzuki Arena, Kielce Widzów: 10 715 Sędzia: Damian Sylwestrzak (Wrocław) |
| 15:00            | Kwiecień 45+5' · Hofmeister 54', 73' · Podgórski 74' · Łukowski 90' | (1:0) | 45' Esselink · 45' Wlazło · 48' Pingot · 83' Krzysztof Wołkowicz | Suzuki Arena, Kielce Widzów: 10 715 Sędzia: Damian Sylwestrzak (Wrocław) |

| 46 kwietnia 2024 | Ruch Chorzów                                                                                      | 0:0   | Puszcza Niepołomice                |                                                                           |
| 17:30            |                                                                                                   | (0:0) |                                    | Stadion Śląski, Chorzów Widzów: 16 352 Sędzia: Bartosz Frankowski (Toruń) |
| 17:30            | Letniowski 46' · Szczepan 78' · Kozak 86' · Przemysław Szur 90+2' · Stępiński 90+4' · Dadok 90+7' | (0:0) | 54' Bartłomiej Poczobut · 79' Zych | Stadion Śląski, Chorzów Widzów: 16 352 Sędzia: Bartosz Frankowski (Toruń) |

| 56 kwietnia 2024 | Śląsk Wrocław                           | 2:1   | Warta Poznań                                                         |                                                                              |
| 20:00            | Nahuel 26' · Expósito 90+1'             | (1:0) | 55' (sam.) Bejger                                                    | Tarczyński Arena, Wrocław Widzów: 14 564 Sędzia: Paweł Raczkowski (Warszawa) |
| 20:00            | Macenko 37' · Expósito 68' · Petrov 83' | (1:0) | 45', 49' Přikryl · 68' Szymonowicz · 90' Kupczak · 90+7' Matuszewski | Tarczyński Arena, Wrocław Widzów: 14 564 Sędzia: Paweł Raczkowski (Warszawa) |

| 67 kwietnia 2024 | Widzew Łódź                | 1:0   | Piast Gliwice         |                                                                         |
| 12:30            | Pawłowski 75' (k)          | (0:0) |                       | Stadion Widzewa Łódź, Łódź Widzów: 17 243 Sędzia: Karol Arys (Szczecin) |
| 12:30            | Cigaņiks 68' · Álvarez 77' | (0:0) | 20' Huk · 57' Hateley | Stadion Widzewa Łódź, Łódź Widzów: 17 243 Sędzia: Karol Arys (Szczecin) |

| 77 kwietnia 2024 | Lech Poznań                     | 1:0   | Pogoń Szczecin |                                                                   |
| 15:00            | Ishak 77'                       | (0:0) |                | Stadion Poznań, Poznań Widzów: 34 207 Sędzia: Piotr Lasyk (Bytom) |
| 15:00            | 3' Bichakhchyan · 89' Przyborek | (0:0) |                | Stadion Poznań, Poznań Widzów: 34 207 Sędzia: Piotr Lasyk (Bytom) |

| 87 kwietnia 2024 | Legia Warszawa | 1:1   | Jagiellonia Białystok | |
| 17:30            | Gual 30'       | (1:0) | 83' Imaz              | Stadion Miejski Legii Warszawa im. Marszałka Józefa Piłsudskiego, Warszawa Widzów: 27 354 Sędzia: Szymon Marciniak (Płock) |
| 17:30            | 88' Diéguez    | (1:0) |                       | Stadion Miejski Legii Warszawa im. Marszałka Józefa Piłsudskiego, Warszawa Widzów: 27 354 Sędzia: Szymon Marciniak (Płock) |

| 98 kwietnia 2024 | Zagłębie Lubin  | 1:2   | Górnik Zabrze                |                                                                             |
| 19:00            | Kurminowski 28' | (1:1) | 37' Czyż · 66' Krawczyk      | Stadion Zagłębia Lubin, Lubin Widzów: 4278 Sędzia: Łukasz Kuźma (Białystok) |
| 19:00            | Chodyna 68'     | (1:1) | 74' Pacheco · 78' Szcześniak | Stadion Zagłębia Lubin, Lubin Widzów: 4278 Sędzia: Łukasz Kuźma (Białystok) |

### 28. kolejka (12-15 kwietnia)
| 112 kwietnia 2024 | Warta Poznań | 1:0   | Korona Kielce | |
| 18:00             | Zreľák 10'   | (1:0) |               | Stadion Dyskobolii Grodzisk Wielkopolski, Grodzisk Wielkopolski Widzów: 2341 Sędzia: Tomasz Musiał (Kraków) |

| 212 kwietnia 2024 | Pogoń Szczecin                                                | 5:0   | Ruch Chorzów | |
| 20:30             | Bartolewski 2' (sam.) · Przyborek 35' · Kuluris 47', 54', 59' | (2:0) |              | Stadion Miejski im. Floriana Krygiera, Szczecin Widzów: 18 931 Sędzia: Jarosław Przybył (Kluczbork) |
| 20:30             | 25' Josema · 89' Sadlok                                       | (2:0) |              | Stadion Miejski im. Floriana Krygiera, Szczecin Widzów: 18 931 Sędzia: Jarosław Przybył (Kluczbork) |

| 313 kwietnia 2024 | Stal Mielec | 0:0   | Widzew Łódź                                     | |
| 15:00             |             | (0:0) |                                                 | Stadion Miejskiego Ośrodka Sportu i Rekreacji w Mielcu, Mielec Widzów: 6343 Sędzia: Łukasz Kuźma (Białystok) |
| 15:00             | Wlazło 20'  | (0:0) | 6' Żyro · 32' Szota · 47' Hanousek · 78' Rondić | Stadion Miejskiego Ośrodka Sportu i Rekreacji w Mielcu, Mielec Widzów: 6343 Sędzia: Łukasz Kuźma (Białystok) |

| 413 kwietnia 2024 | Puszcza Niepołomice                 | 2:1   | Lech Poznań            |                                                                                                  |
| 17:30             | Majchrzak 7' · Crăciun 23'          | (2:0) | 87' Ishak              | Stadion Cracovii im. Józefa Piłsudskiego, Kraków Widzów: 3410 Sędzia: Bartosz Frankowski (Toruń) |
| 17:30             | Koj 55' · Serafin 56' · Komar 90+3' | (2:0) | 24' Blažič · 55' Sousa | Stadion Cracovii im. Józefa Piłsudskiego, Kraków Widzów: 3410 Sędzia: Bartosz Frankowski (Toruń) |

| 513 kwietnia 2024 | Raków Częstochowa       | 1:1   | Legia Warszawa                 | |
| 20:00             | Crnac 82'               | (0:1) | 17' Pekhart                    | Miejski Stadion Piłkarski Raków w Częstochowie, Częstochowa Widzów: 5500 Sędzia: Piotr Lasyk (Bytom) |
| 20:00             | Drachal 33' · Tudor 48' | (0:1) | 45+1' Kapuadi · 90+1' Kapustka | Miejski Stadion Piłkarski Raków w Częstochowie, Częstochowa Widzów: 5500 Sędzia: Piotr Lasyk (Bytom) |

| 614 kwietnia 2024 | ŁKS Łódź                                                | 3:2   | Radomiak Radom                                |                                                                           |
| 12:30             | Tejan 19', 55' · Hoti 71'                               | (1:0) | 49' Jardel · 90+1' Guilherme da Gama Zimovski | Stadion Miejski w Łodzi, Łódź Widzów: 8828 Sędzia: Damian Kos (Wejherowo) |
| 12:30             | Məmmədov 10' · Piotr Janczukowicz 38' · Dawid Arndt 90' | (1:0) | 45+1', 57' Wolski                             | Stadion Miejski w Łodzi, Łódź Widzów: 8828 Sędzia: Damian Kos (Wejherowo) |

| 714 kwietnia 2024 | Jagiellonia Białystok                          | 1:3   | Cracovia                                                       |                                                                               |
| 15:00             | Ghiță 9' (sam.)                                | (1:2) | 22' Rakoczy · 25' Hoskonen · 49' Atanasov                      | Stadion Miejski, Białystok Widzów: 18 184 Sędzia: Paweł Raczkowski (Warszawa) |
| 15:00             | Diéguez 16' · Stojinović 45+5' · Naranjo 90+1' | (1:2) | 43' Rakoczy · 45+7' Skovgaard · 58' Kakabadze · 90+2' Atanasov | Stadion Miejski, Białystok Widzów: 18 184 Sędzia: Paweł Raczkowski (Warszawa) |

| 814 kwietnia 2024 | Górnik Zabrze           | 2:0   | Śląsk Wrocław              |                                                                                   |
| 17:30             | Kamil Lukoszek 40', 85' | (1:0) |                            | Stadion im. Ernesta Pohla, Zabrze Widzów: 19 371 Sędzia: Szymon Marciniak (Płock) |
| 17:30             | Janicki 38'             | (1:0) | 81' Pokorný · 90+4' Nahuel | Stadion im. Ernesta Pohla, Zabrze Widzów: 19 371 Sędzia: Szymon Marciniak (Płock) |

| 915 kwietnia 2024 | Piast Gliwice                 | 2:0   | Zagłębie Lubin                      |                                                                             |
| 19:00             | Czerwiński 17' · Piasecki 27' | (2:0) |                                     | Stadion Miejski, Gliwice Widzów: 3217 Sędzia: Tomasz Kwiatkowski (Warszawa) |
| 19:00             | Kostadinov 45' · Pyrka 54'    | (2:0) | 42' Kurminowski · 45+2' Poletanović | Stadion Miejski, Gliwice Widzów: 3217 Sędzia: Tomasz Kwiatkowski (Warszawa) |

### 29. kolejka (19-22 kwietnia)
| 119 kwietnia 2024 | Korona Kielce                                       | 4:0   | Radomiak Radom                                         |                                                                          |
| 18:00             | Vušković 19' (sam.) · Trejo 28' · Shikavka 54', 88' | (2:0) |                                                        | Suzuki Arena, Kielce Widzów: 10 495 Sędzia: Jarosław Przybył (Kluczbork) |
| 18:00             | Trejo 26' · Podgórski 53' · Błanik 90+2'            | (2:0) | 16' Abramowicz · 48' Peglow · 64' Jordão · 90' Kobylak | Suzuki Arena, Kielce Widzów: 10 495 Sędzia: Jarosław Przybył (Kluczbork) |

| 219 kwietnia 2024 | Raków Częstochowa                | 0:1   | Górnik Zabrze  | |
| 20:30             |                                  | (0:0) | 90+2' Musiolik | Miejski Stadion Piłkarski Raków w Częstochowie, Częstochowa Widzów: 5200 Sędzia: Tomasz Musiał (Kraków) |
| 20:30             | Rodin 36' · Papanikolau 52', 58' | (0:0) |                | Miejski Stadion Piłkarski Raków w Częstochowie, Częstochowa Widzów: 5200 Sędzia: Tomasz Musiał (Kraków) |

| 320 kwietnia 2024 | Pogoń Szczecin | 0:2   | Piast Gliwice       |                                                                                                   |
| 15:00             |                | (0:2) | 11' Huk · 21' Félix | Stadion Miejski im. Floriana Krygiera, Szczecin Widzów: 18 985 Sędzia: Bartosz Frankowski (Toruń) |
| 15:00             | 70' Czerwiński | (0:2) |                     | Stadion Miejski im. Floriana Krygiera, Szczecin Widzów: 18 985 Sędzia: Bartosz Frankowski (Toruń) |

| 420 kwietnia 2024 | Ruch Chorzów      | 2:3   | Widzew Łódź                                                  |                                                                         |
| 17:30             | Kozak 76', 90+17' | (0:1) | 2' Luís Silva · 49' Sánchez · 90+13' (k) Pawłowski           | Stadion Śląski, Chorzów Widzów: 49 514 Sędzia: Łukasz Kuźma (Białystok) |
| 17:30             | Stępiński 85'     | (0:1) | 31' Juan Ibiza · 45' Nunes · 90+2' Álvarez · 90+9' Pawłowski | Stadion Śląski, Chorzów Widzów: 49 514 Sędzia: Łukasz Kuźma (Białystok) |

| 520 kwietnia 2024 | Zagłębie Lubin | 1:2   | Jagiellonia Białystok |                                                                                  |
| 20:00             | Muñoz 90'      | (0:1) | 15', 74' Hansen       | Stadion Zagłębia Lubin, Lubin Widzów: 4619 Sędzia: Tomasz Kwiatkowski (Warszawa) |
| 20:00             | Grzybek 59'    | (0:1) |                       | Stadion Zagłębia Lubin, Lubin Widzów: 4619 Sędzia: Tomasz Kwiatkowski (Warszawa) |

| 621 kwietnia 2024 | Cracovia                 | 0:1   | Puszcza Niepołomice                                  |                                                                                               |
| 12:30             |                          | (0:1) | 19' Hajda                                            | Stadion Cracovii im. Józefa Piłsudskiego, Kraków Widzów: 11 156 Sędzia: Karol Arys (Szczecin) |
| 12:30             | Ghiță 38' · Atanasov 52' | (0:1) | 47' Revenco · 47' Hajda · 72' Crăciun · 75' Zapolnik | Stadion Cracovii im. Józefa Piłsudskiego, Kraków Widzów: 11 156 Sędzia: Karol Arys (Szczecin) |

| 721 kwietnia 2024 | ŁKS Łódź                                          | 2:3   | Lech Poznań                        |                                                                                   |
| 15:00             | Tejan 60' (k) · Jurić 86'                         | (0:1) | 36', 90+1' Marchwiński · 36' Ishak | Stadion Miejski w Łodzi, Łódź Widzów: 15 132 Sędzia: Damian Sylwestrzak (Wrocław) |
| 15:00             | Durmisi 19' · Thiago Ceijas 65', 68' · Pirulo 84' | (0:1) | 19' Sousa · 61' Salamon            | Stadion Miejski w Łodzi, Łódź Widzów: 15 132 Sędzia: Damian Sylwestrzak (Wrocław) |

| 821 kwietnia 2024 | Legia Warszawa                               | 0:0   | Śląsk Wrocław | |
| 17:30             |                                              | (0:0) |               | Stadion Miejski Legii Warszawa im. Marszałka Józefa Piłsudskiego, Warszawa Widzów: 25 573 Sędzia: Szymon Marciniak (Płock) |
| 17:30             | 68' Pokorný · 80' Schwarz · 82' Samiec-Talar | (0:0) |               | Stadion Miejski Legii Warszawa im. Marszałka Józefa Piłsudskiego, Warszawa Widzów: 25 573 Sędzia: Szymon Marciniak (Płock) |

| 922 kwietnia 2024 | Warta Poznań                                            | 5:2   | Stal Mielec                  | |
| 19:00             | Matuszewski 7' · Zreľák 38', 46', 71' · Szymonowicz 49' | (2:2) | 17' Jaunzems · 45+1' Shkurin | Stadion Dyskobolii Grodzisk Wielkopolski, Grodzisk Wielkopolski Widzów: 1376 Sędzia: Marcin Szczerbowicz (Olsztyn) |
| 19:00             | 48' Pingot                                              | (2:2) |                              | Stadion Dyskobolii Grodzisk Wielkopolski, Grodzisk Wielkopolski Widzów: 1376 Sędzia: Marcin Szczerbowicz (Olsztyn) |

### 30. kolejka (26-29 kwietnia)
| 126 kwietnia 2024 | Piast Gliwice                 | 2:0   | Warta Poznań |                                                                      |
| 18:00             | Wilczek 43' · Tomasiewicz 89' | (1:0) |              | Stadion Miejski, Gliwice Widzów: 3536 Sędzia: Tomasz Musiał (Kraków) |

| 226 kwietnia 2024 | Jagiellonia Białystok                   | 2:2   | Pogoń Szczecin            |                                                                            |
| 20:30             | Pululu 24' · Imaz 45'                   | (2:1) | 15' Grosicki · 57' Borges | Stadion Miejski, Białystok Widzów: 19 474 Sędzia: Szymon Marciniak (Płock) |
| 20:30             | Romanczuk 50' · Diéguez 59' · Sáček 87' | (2:1) | 62' Ulvestad              | Stadion Miejski, Białystok Widzów: 19 474 Sędzia: Szymon Marciniak (Płock) |

| 327 kwietnia 2024 | Górnik Zabrze                                               | 4:1   | ŁKS Łódź                              |                                                                                       |
| 15:00             | Czyż 25' · Ennali 35' · Kamil Lukoszek 63' · Nascimento 90' | (2:0) | 84' Ramírez                           | Stadion im. Ernesta Pohla, Zabrze Widzów: 20 253 Sędzia: Daniel Stefański (Bydgoszcz) |
| 15:00             | Pacheco 45' · Szcześniak 90+4'                              | (2:0) | 50' Gülen · 74' Durmisi · 77' Louveau | Stadion im. Ernesta Pohla, Zabrze Widzów: 20 253 Sędzia: Daniel Stefański (Bydgoszcz) |

| 427 kwietnia 2024 | Śląsk Wrocław                | 2:3   | Ruch Chorzów                                     |                                                                        |
| 17:30             | Expósito 86' · Macenko 90+2' | (0:2) | 11' Novothny · 27' Wójtowicz · 75' Michał Feliks | Tarczyński Arena, Wrocław Widzów: 25 053 Sędzia: Wojciech Myć (Lublin) |
| 17:30             | Expósito 22' · Petkov 32'    | (0:2) | 36' Moneta · 90+1' Michał Feliks · 90+4' Stipica | Tarczyński Arena, Wrocław Widzów: 25 053 Sędzia: Wojciech Myć (Lublin) |

| 527 kwietnia 2024 | Widzew Łódź                              | 0:1   | Raków Częstochowa                                                               |                                                                               |
| 20:00             |                                          | (0:0) | 81' Koczerhin                                                                   | Stadion Widzewa Łódź, Łódź Widzów: 17 553 Sędzia: Paweł Raczkowski (Warszawa) |
| 20:00             | Hanousek 15' · Silva 45+2' · Álvarez 58' | (0:0) | 21' Crnac · 45+1' Papanikolaou · 72' Berggren · 90' Koczerhin · 90+4' Kovačević | Stadion Widzewa Łódź, Łódź Widzów: 17 553 Sędzia: Paweł Raczkowski (Warszawa) |

| 628 kwietnia 2024 | Radomiak Radom                            | 3:4   | Zagłębie Lubin                            |                                                                             |
| 12:30             | Vagner 51' · Grzesik 74' · Abramowicz 86' | (0:3) | 20', 39', 53' Kurminowski · 30' Ławniczak | Stadion im. Braci Czachorów, Radom Widzów: 8020 Sędzia: Piotr Lasyk (Bytom) |
| 12:30             | Luizão 29' · Vušković 61' · Cichocki 76'  | (0:3) | 29' Marek Mróz · 90+3' Kopacz             | Stadion im. Braci Czachorów, Radom Widzów: 8020 Sędzia: Piotr Lasyk (Bytom) |

| 728 kwietnia 2024 | Stal Mielec                | 1:3   | Legia Warszawa                                   | |
| 15:00             | Shkurin 39'                | (1:1) | 21' (k) Josué · 76' Kapustka · 90+4' (k) Rosołek | Stadion Miejskiego Ośrodka Sportu i Rekreacji w Mielcu, Mielec Widzów: 6514 Sędzia: Damian Sylwestrzak (Wrocław) |
| 15:00             | Getinger 3' · Esselink 20' | (1:1) | 68' Josué · 84' Kapustka                         | Stadion Miejskiego Ośrodka Sportu i Rekreacji w Mielcu, Mielec Widzów: 6514 Sędzia: Damian Sylwestrzak (Wrocław) |

| 828 kwietnia 2024 | Lech Poznań | 0:0   | Cracovia                   |                                                                            |
| 17:30             |             | (0:0) |                            | Stadion Poznań, Poznań Widzów: 40 362 Sędzia: Jarosław Przybył (Kluczbork) |
| 17:30             | Ishak 90+3' | (0:0) | 43' Kakabadze · 87' Hroššo | Stadion Poznań, Poznań Widzów: 40 362 Sędzia: Jarosław Przybył (Kluczbork) |

| 929 kwietnia 2024 | Puszcza Niepołomice     | 1:1   | Korona Kielce                  |                                                                                                  |
| 19:00             | Yakuba 18'              | (1:0) | 54' Remacle                    | Stadion Cracovii im. Józefa Piłsudskiego, Kraków Widzów: 3728 Sędzia: Bartosz Frankowski (Toruń) |
| 19:00             | Koj 45' · Craciun 90+1' | (1:0) | 45' Podgórski · 45' Hofmeister | Stadion Cracovii im. Józefa Piłsudskiego, Kraków Widzów: 3728 Sędzia: Bartosz Frankowski (Toruń) |

### 31. kolejka (3 – 6 maja)
| 13 maja 2024 | Cracovia                                                                 | 5:0   | Górnik Zabrze                        |                                                                                                  |
| 18:00        | Makuch 4' · Janicki 42' (sam.) · Kakabadze 53' · Glik 68' · Atanasov 84' | (2:0) |                                      | Stadion Cracovii im. Józefa Piłsudskiego, Kraków Widzów: 12 347 Sędzia: Łukasz Kuźma (Białystok) |
| 18:00        | Rakoczy 45+4' · Filip Rózga 78' · Atanasov 82'                           | (2:0) | 75' Kamil Lukoszek · 78', 80' Ennali | Stadion Cracovii im. Józefa Piłsudskiego, Kraków Widzów: 12 347 Sędzia: Łukasz Kuźma (Białystok) |

| 23 maja 2024 | Ruch Chorzów                     | 2:1   | Lech Poznań   |                                                                       |
| 20:30        | Szczepan 24' · Michał Feliks 84' | (1:1) | 27' (k) Ishak | Stadion Śląski, Chorzów Widzów: 14 718 Sędzia: Tomasz Musiał (Kraków) |
| 20:30        | Sadlok 14' · Michał Feliks 90+1' | (1:1) |               | Stadion Śląski, Chorzów Widzów: 14 718 Sędzia: Tomasz Musiał (Kraków) |

| 34 maja 2024 | ŁKS Łódź        | 1:2   | Śląsk Wrocław                  |                                                                          |
| 15:00        | Ramírez 53' (k) | (0:0) | 71' Macenko · 76' Samiec-Talar | Stadion Miejski w Łodzi, Łódź Widzów: 7186 Sędzia: Karol Arys (Szczecin) |
| 15:00        | Hoti 64'        | (0:0) | 44' Nahuel · 61', 81' Macenko  | Stadion Miejski w Łodzi, Łódź Widzów: 7186 Sędzia: Karol Arys (Szczecin) |

| 44 maja 2024 | Zagłębie Lubin           | 2:0   | Raków Częstochowa |                                                                                 |
| 17:30        | Chodyna 41' · Muñoz 87'  | (1:0) |                   | Stadion Zagłębia Lubin, Lubin Widzów: 5871 Sędzia: Daniel Stefański (Bydgoszcz) |
| 17:30        | Grzybek 61' · Kopacz 65' | (1:0) |                   | Stadion Zagłębia Lubin, Lubin Widzów: 5871 Sędzia: Daniel Stefański (Bydgoszcz) |

| 54 maja 2024 | Stal Mielec                                        | 3:2   | Jagiellonia Białystok | |
| 20:00        | Shkurin 35' · Matras 48' · Łukasz Gerstenstein 54' | (1:1) | 12' Nené · 75' Pululu | Stadion Miejskiego Ośrodka Sportu i Rekreacji w Mielcu, Mielec Widzów: 6358 Sędzia: Piotr Lasyk (Bytom) |
| 20:00        | 63' Skrzypczak · 74' Nguiamba                      | (1:1) |                       | Stadion Miejskiego Ośrodka Sportu i Rekreacji w Mielcu, Mielec Widzów: 6358 Sędzia: Piotr Lasyk (Bytom) |

| 65 maja 2024 | Warta Poznań                     | 2:1   | Widzew Łódź | |
| 12:30        | Cigaņiks 9' (sam.) · Kupczak 12' | (2:1) | 44' Sánchez | Stadion Dyskobolii Grodzisk Wielkopolski, Grodzisk Wielkopolski Widzów: 3274 Sędzia: Bartosz Frankowski (Toruń) |
| 12:30        | Matuszewski 78'                  | (2:1) | 20' Sánchez | Stadion Dyskobolii Grodzisk Wielkopolski, Grodzisk Wielkopolski Widzów: 3274 Sędzia: Bartosz Frankowski (Toruń) |

| 75 maja 2024 | Korona Kielce                                                             | 1:1   | Piast Gliwice                                           |                                                                      |
| 15:00        | Dalmau 62' (k)                                                            | (0:1) | 28' Ameyaw                                              | Suzuki Arena, Kielce Widzów: 12 282 Sędzia: Szymon Marciniak (Płock) |
| 15:00        | Malarczyk 33' · Krogstad 47' · Trojak 88' · Dalmau 90+6' · Kwiecień 90+7' | (0:1) | 1' Wilczek · 25' Pyrka · 88' Dziczek · 90+6' Czerwiński | Suzuki Arena, Kielce Widzów: 12 282 Sędzia: Szymon Marciniak (Płock) |

| 85 maja 2024 | Legia Warszawa                                                     | 0:3   | Radomiak Radom                                                 | |
| 17:30        |                                                                    | (0:0) | 66' Semedo · 73' Vagner · 79' Vušković                         | Stadion Miejski Legii Warszawa im. Marszałka Józefa Piłsudskiego, Warszawa Widzów: 26 326 Sędzia: Jarosław Przybył (Kluczbork) |
| 17:30        | Kapustka 6' · Elitim 45+5' · Ribeiro 45+5' · Gual 49' · Pankov 75' | (0:0) | 19' Jordão · 27' Jakubik · 70' Kaput · 75' Semedo · 82' Peglow | Stadion Miejski Legii Warszawa im. Marszałka Józefa Piłsudskiego, Warszawa Widzów: 26 326 Sędzia: Jarosław Przybył (Kluczbork) |

| 96 maja 2024 | Pogoń Szczecin | 1:0   | Puszcza Niepołomice        |                                                                                           |
| 19:00        | Koútris 53'    | (0:0) |                            | Stadion Miejski im. Floriana Krygiera, Szczecin Widzów: 13 525 Sędzia: Paweł Malec (Łódź) |
| 19:00        | Kuluris 8'     | (0:0) | 90' Walski · 90+2' Revenco | Stadion Miejski im. Floriana Krygiera, Szczecin Widzów: 13 525 Sędzia: Paweł Malec (Łódź) |

### 32. kolejka (10 – 13 maja)
| 110 maja 2024 | Piast Gliwice                             | 4:0   | ŁKS Łódź |                                                                             |
| 18:00         | Ameyaw 48' · Wilczek 73' · Félix 76', 88' | (0:0) |          | Stadion Miejski, Gliwice Widzów: 4083 Sędzia: Tomasz Kwiatkowski (Warszawa) |

| 210 maja 2024 | Śląsk Wrocław                                              | 4:0   | Cracovia                                 |                                                                      |
| 20:30         | Petrov 2' · Expósito 34' · Samiec-Talar 43' · Żukowski 88' | (3:0) |                                          | Tarczyński Arena, Wrocław Widzów: 22 005 Sędzia: Piotr Lasyk (Bytom) |
| 20:30         | Expósito 24'                                               | (3:0) | 19' Glik · 60', 63' Knap · 85' Skovgaard | Tarczyński Arena, Wrocław Widzów: 22 005 Sędzia: Piotr Lasyk (Bytom) |

| 311 maja 2024 | Górnik Zabrze                          | 1:1   | Stal Mielec       |                                                                                        |
| 15:00         | Pacheco 47'                            | (0:0) | 90+2' Wolsztyński | Stadion im. Ernesta Pohla, Zabrze Widzów: 21 648 Sędzia: Marcin Szczerbowicz (Olsztyn) |
| 15:00         | Rasak 24' · Janža 59' · Szcześniak 88' | (0:0) | 81' Pingot        | Stadion im. Ernesta Pohla, Zabrze Widzów: 21 648 Sędzia: Marcin Szczerbowicz (Olsztyn) |

| 411 maja 2024 | Jagiellonia Białystok             | 3:0   | Korona Kielce |                                                                          |
| 17:30         | Pululu 7', 34' (k) · Hansen 90+2' | (2:0) |               | Stadion Miejski, Białystok Widzów: 19 850 Sędzia: Tomasz Musiał (Kraków) |
| 17:30         | Diéguez 52'                       | (2:0) |               | Stadion Miejski, Białystok Widzów: 19 850 Sędzia: Tomasz Musiał (Kraków) |

| 511 maja 2024 | Raków Częstochowa           | 2:1   | Pogoń Szczecin                                           | |
| 20:00         | Papanikolaou 8' · Crnac 20' | (2:0) | 74' Grosicki                                             | Miejski Stadion Piłkarski Raków w Częstochowie, Częstochowa Widzów: 5400 Sędzia: Łukasz Kuźma (Białystok) |
| 20:00         | Tudor 40' · Crnac 62'       | (2:0) | 25' Malec · 51' Zech · 68', 90+7' Koútris · 90+3' Gorgon | Miejski Stadion Piłkarski Raków w Częstochowie, Częstochowa Widzów: 5400 Sędzia: Łukasz Kuźma (Białystok) |

| 612 maja 2024 | Puszcza Niepołomice                                                           | 1:0   | Warta Poznań | |
| 12:30         | Walski 51'                                                                    | (0:0) |              | Stadion Cracovii im. Józefa Piłsudskiego, Kraków Widzów: 2301 Sędzia: Daniel Stefański (Bydgoszcz) |
| 12:30         | Tomasz Wojcinowicz 60' · Hubert Tomalski 65' · Siemaszko 73' · Zapolnik 90+2' | (0:0) | 73' Grobelny | Stadion Cracovii im. Józefa Piłsudskiego, Kraków Widzów: 2301 Sędzia: Daniel Stefański (Bydgoszcz) |

| 712 maja 2024 | Widzew Łódź                | 1:3   | Zagłębie Lubin                                |                                                                              |
| 15:00         | Cigaņiks 49'               | (0:2) | 27' Wdowiak · 29' Chodyna · 90+1' Poletanović | Stadion Widzewa Łódź, Łódź Widzów: 17 198 Sędzia: Patryk Gryckiewicz (Toruń) |
| 15:00         | 11' Makowski · 52' Grzybek | (0:2) |                                               | Stadion Widzewa Łódź, Łódź Widzów: 17 198 Sędzia: Patryk Gryckiewicz (Toruń) |

| 812 maja 2024 | Lech Poznań                               | 1:2   | Legia Warszawa                         |                                                                        |
| 17:30         | Pereira 83'                               | (0:2) | 15' (sam.) Blažič · 45' (sam.) Salamon | Stadion Poznań, Poznań Widzów: 40 278 Sędzia: Szymon Marciniak (Płock) |
| 17:30         | Douglas 13' · Andersson 66' · Salamon 88' | (0:2) | 55' Ribeiro · 64' Jędrzejczyk          | Stadion Poznań, Poznań Widzów: 40 278 Sędzia: Szymon Marciniak (Płock) |

| 913 maja 2024 | Radomiak Radom                                                      | 0:2   | Ruch Chorzów                             |                                                                                     |
| 19:00         |                                                                     | (0:0) | 62' Bartłomiej Barański · 90+3' Vlkanova | Stadion im. Braci Czachorów, Radom Widzów: 8013 Sędzia: Paweł Raczkowski (Warszawa) |
| 19:00         | 56' Bartłomiej Barański · 76' Vlkanova · 77' Szczepan · 88' Stipica | (0:0) |                                          | Stadion im. Braci Czachorów, Radom Widzów: 8013 Sędzia: Paweł Raczkowski (Warszawa) |

### 33. kolejka (17 – 20 maja)
| 117 maja 2024 | Stal Mielec | 0:0   | Pogoń Szczecin | |
| 17:30         |             | (0:0) |                | Stadion Miejskiego Ośrodka Sportu i Rekreacji w Mielcu, Mielec Widzów: 6353 Sędzia: Szymon Marciniak (Płock) |
| 17:30         | Shkurin 82' | (0:0) | 90+3' Lončar   | Stadion Miejskiego Ośrodka Sportu i Rekreacji w Mielcu, Mielec Widzów: 6353 Sędzia: Szymon Marciniak (Płock) |

| 217 maja 2024 | Górnik Zabrze           | 1:1   | Puszcza Niepołomice                                                 |                                                                                |
| 20:30         | Kaprálik 36'            | (1:0) | 79' Bartosz                                                         | Stadion im. Ernesta Pohla, Zabrze Widzów: 19 552 Sędzia: Karol Arys (Szczecin) |
| 20:30         | Pacheco 19' · Janža 89' | (1:0) | 89' Thiago · 90+1' Maciej Firlej · 90+2' Jin-hyun · 90+3' Majchrzak | Stadion im. Ernesta Pohla, Zabrze Widzów: 19 552 Sędzia: Karol Arys (Szczecin) |

| 318 maja 2024 | Korona Kielce                   | 2:0   | Ruch Chorzów               |                                                                |
| 17:30         | Dadok 42' (sam.) · Shikavka 75' | (1:0) |                            | Suzuki Arena, Kielce Widzów: 11 324 Sędzia: Paweł Malec (Łódź) |
| 17:30         | Remacle 45' · Kwiecień 57'      | (1:0) | 5' Vlkanova · 34' Szczepan | Suzuki Arena, Kielce Widzów: 11 324 Sędzia: Paweł Malec (Łódź) |

| 418 maja 2024 | Śląsk Wrocław           | 2:0   | Radomiak Radom   |                                                                             |
| 17:30         | Macenko 31' · Leiva 61' | (1:0) |                  | Tarczyński Arena, Wrocław Widzów: 37 767 Sędzia: Bartosz Frankowski (Toruń) |
| 17:30         | Bejger 53'              | (1:0) | 77', 77' Jakubik | Tarczyński Arena, Wrocław Widzów: 37 767 Sędzia: Bartosz Frankowski (Toruń) |

| 518 maja 2024 | Piast Gliwice                         | 1:1   | Jagiellonia Białystok    |                                                                            |
| 20:00         | Ameyaw 77'                            | (0:0) | 90' Imaz                 | Stadion Miejski, Gliwice Widzów: 8045 Sędzia: Jarosław Przybył (Kluczbork) |
| 20:00         | Mokwa 41' · Félix 56' · Szymański 83' | (0:0) | 31' Naranjo · 83' Pululu | Stadion Miejski, Gliwice Widzów: 8045 Sędzia: Jarosław Przybył (Kluczbork) |

| 619 maja 2024 | Cracovia                    | 2:0   | Raków Częstochowa                            | |
| 12:30         | Källman 37' · Rakoczy 55'   | (1:0) |                                              | Stadion Cracovii im. Józefa Piłsudskiego, Kraków Widzów: 13 811 Sędzia: Damian Sylwestrzak Wrocław |
| 12:30         | Ólafsson 2' · Kakabadze 82' | (1:0) | 45+1' Racovițan · 72' Swarnas · 90+3' Pestka | Stadion Cracovii im. Józefa Piłsudskiego, Kraków Widzów: 13 811 Sędzia: Damian Sylwestrzak Wrocław |

| 719 maja 2024 | Warta Poznań | 0:1   | Legia Warszawa | |
| 15:00         |              | (0:1) | 26' Pankov     | Stadion Dyskobolii Grodzisk Wielkopolski, Grodzisk Wielkopolski Widzów: 4672 Sędzia: Tomasz Musiał (Kraków) |
| 15:00         | Vizinger 88' | (0:1) |                | Stadion Dyskobolii Grodzisk Wielkopolski, Grodzisk Wielkopolski Widzów: 4672 Sędzia: Tomasz Musiał (Kraków) |

| 819 maja 2024 | Widzew Łódź                            | 1:1   | Lech Poznań                                             |                                                                       |
| 17:30         | Rondić 43' (k)                         | (1:1) | 21' Velde                                               | Stadion Widzewa Łódź, Łódź Widzów: 17 879 Sędzia: Piotr Lasyk (Bytom) |
| 17:30         | Cigaņiks 7' · Rondić 10' · Miloš 90+9' | (1:1) | 18' Velde · 41' Mrozek · 80' Kwekweskiri · 84' Szymczak | Stadion Widzewa Łódź, Łódź Widzów: 17 879 Sędzia: Piotr Lasyk (Bytom) |

| 920 maja 2024 | Zagłębie Lubin               | 2:1                                                                            | ŁKS Łódź   |                                                                              |
| 19:00         | Kurminowski 7' · Grzybek 58' |                                                                                | 90+4' [[]] | Stadion Zagłębia Lubin, Lubin Widzów: 4857 Sędzia: Sebastian Krasny (Kraków) |
| 19:00         | Chodyna 32', 83'             | 30' Ramírez · 77' Aleksander Iwanczyk · 82' Tutyškinas · 90+5' Oskar Koprowski |            | Stadion Zagłębia Lubin, Lubin Widzów: 4857 Sędzia: Sebastian Krasny (Kraków) |

### 34. kolejka (25 maja)
| 125 maja 2024 | Jagiellonia Białystok                  | 3:0   | Warta Poznań                         |                                                                               |
| 17:30         | Nené 5' · Romanczuk 11' · Imaz 26'     | (3:0) |                                      | Stadion Miejski, Białystok Widzów: 22 021 Sędzia: Paweł Raczkowski (Warszawa) |
| 17:30         | Diéguez 61' · Sáček 76' · Nguiamba 84' | (3:0) | 44' Zreľák · 60' Kupczak · 78' Savić | Stadion Miejski, Białystok Widzów: 22 021 Sędzia: Paweł Raczkowski (Warszawa) |

| 225 maja 2024 | Lech Poznań                                                                                    | 1:2   | Korona Kielce                                                                                             |                                                                            |
| 17:30         | Ishak 45+3'                                                                                    | (1:0) | 56', 65' Shikavka                                                                                         | Stadion Poznań, Poznań Widzów: 20 653 Sędzia: Daniel Stefański (Bydgoszcz) |
| 17:30         | Ishak 6' · Karlström 46' · Marchwiński 53' · Murawski 58' · Velde 70' · Milić 86' · Mrozek 87' | (1:0) | 10' Krogstad · 44' Podgórski · 70' Hofmeister · 86' Kwiecień · 87' Dalmau · 88' Trojak · 90+1' Fornalczyk | Stadion Poznań, Poznań Widzów: 20 653 Sędzia: Daniel Stefański (Bydgoszcz) |

| 325 maja 2024 | Legia Warszawa              | 2:1   | Zagłębie Lubin                                    | |
| 17:30         | Gual 6', 40'                | (2:0) | 76' Marek Mróz                                    | Stadion Miejski Legii Warszawa im. Marszałka Józefa Piłsudskiego, Warszawa Widzów: 25 153 Sędzia: Patryk Gryckiewicz (Toruń) |
| 17:30         | Jędrzejczyk 81' · Josué 85' | (2:0) | 37' Kurminowski · 71' Makowski · 82' Filip Kocaba | Stadion Miejski Legii Warszawa im. Marszałka Józefa Piłsudskiego, Warszawa Widzów: 25 153 Sędzia: Patryk Gryckiewicz (Toruń) |

| 425 maja 2024 | ŁKS Łódź                           | 3:2   | Stal Mielec                       |                                                                              |
| 17:30         | Tejan 7' · Hoti 21' · Pirulo 45+1' | (3:0) | 68' (k) Shkurin · 88' Wolsztyński | Stadion Miejski w Łodzi, Łódź Widzów: 10 212 Sędzia: Marcin Kochanek (Opole) |
| 17:30         | Pirulo 38' · Məmmədov 78'          | (3:0) | 20' Ehmann · 85' Gerstenstein     | Stadion Miejski w Łodzi, Łódź Widzów: 10 212 Sędzia: Marcin Kochanek (Opole) |

| 525 maja 2024 | Pogoń Szczecin                                        | 1:0   | Górnik Zabrze                                                          | |
| 17:30         | Wędrychowski 66'                                      | (0:0) |                                                                        | Stadion Miejski im. Floriana Krygiera, Szczecin Widzów: 19 843 Sędzia: Jarosław Przybył (Kluczbork) |
| 17:30         | Cojocaru 23' · Zech 27' · Gorgon 45+2' · Ulvestad 71' | (0:0) | 30' Triantafyllópoulos · 71' Podolski · 90+3' Janža · 90+5' Szcześniak | Stadion Miejski im. Floriana Krygiera, Szczecin Widzów: 19 843 Sędzia: Jarosław Przybył (Kluczbork) |

| 625 maja 2024 | Puszcza Niepołomice                              | 1:0   | Piast Gliwice                |                                                                                                |
| 17:30         | Zapolnik 62'                                     | (0:0) |                              | Stadion Cracovii im. Józefa Piłsudskiego, Kraków Widzów: 3369 Sędzia: Łukasz Kuźma (Białystok) |
| 17:30         | Koj 45' · Yakuba 72' · Bartłomiej Poczobut 90+2' | (0:0) | 59' Mosór · 90+3' Czerwiński | Stadion Cracovii im. Józefa Piłsudskiego, Kraków Widzów: 3369 Sędzia: Łukasz Kuźma (Białystok) |

| 725 maja 2024 | Radomiak Radom                           | 1:3   | Widzew Łódź                              |                                                                                       |
| 17:30         | Machado 34'                              | (1:0) | 70' Álvarez · 73' Sánchez · 90+4' Kun    | Stadion im. Braci Czachorów, Radom Widzów: 8570 Sędzia: Marcin Szczerbowicz (Olsztyn) |
| 17:30         | Machado 39' · Jordão 45+3' · Leândro 64' | (1:0) | 27' Diliberto · 38' Nunes · 46' Hanousek | Stadion im. Braci Czachorów, Radom Widzów: 8570 Sędzia: Marcin Szczerbowicz (Olsztyn) |

| 825 maja 2024 | Raków Częstochowa                                           | 1:2   | Śląsk Wrocław                | |
| 17:30         | Crnac 19'                                                   | (1:0) | 49' Expósito · 75' (k) Leiva | Miejski Stadion Piłkarski Raków w Częstochowie, Częstochowa Widzów: 5500 Sędzia: Szymon Marciniak (Płock) |
| 17:30         | Jean Carlos 31' · Baráth 43' · Racovițan 78' · Myszor 90+1' | (1:0) | 78' Petkov                   | Miejski Stadion Piłkarski Raków w Częstochowie, Częstochowa Widzów: 5500 Sędzia: Szymon Marciniak (Płock) |

| 925 maja 2024 | Ruch Chorzów                     | 2:0   | Cracovia                         |                                                                    |
| 17:30         | Novothny 45+4', 90'              | (1:0) |                                  | Stadion Śląski, Chorzów Widzów: 18 324 Sędzia: Damian Kos (Gdańsk) |
| 17:30         | Novothny 71' · Michał Feliks 82' | (1:0) | 71' Skovgaard · 90+3' Sokołowski | Stadion Śląski, Chorzów Widzów: 18 324 Sędzia: Damian Kos (Gdańsk) |